# Strada statale 304 di Cesena
La ex strada statale 304 di Cesena (SS 304), ora strada provinciale 8 R Cesenatico (SP 8 R), è una strada provinciale italiana che collega la riviera romagnola con Cesena.

## Percorso
La strada ha origine a Cesenatico dove si innesta sulla strada statale 16 Adriatica, proseguendo perpendicolarmente a quest'ultima. Lungo il suo tracciato attraversa le frazioni di Borella, Villalta e Bagnarola nel comune di Cesenatico e quelle di Macerone, Villa Casone e Ponte Pietra nel comune di Cesena, proseguendo fino al centro abitato cesenate dove si innesta sulla strada statale 9 Via Emilia.
In seguito al decreto legislativo n. 112 del 1998, dal 2001 la gestione è passata alla Regione Emilia-Romagna, che ha provveduto al trasferimento dell'infrastruttura al demanio della Provincia di Forlì-Cesena.